# لاک‌پشت خالدار
لاک‌پشت خالدار (نام علمی: Clemmys guttata) نام یک گونه از زیرراسته نهان‌گردن است.